# アントン・シュカプレロフ
アントン・ニコラエヴィチ・シュカプレロフ（ロシア語:Антон Николаевич Шкаплеров、1972年2月20日-）は、ウクライナ・ソビエト社会主義共和国セヴァストポリ出身のロシアの宇宙飛行士である。

## 家族
妻はタチアナ・ペトロヴナで、クリスチーナとキラという2人の娘がいる。両親のニコライ・イヴァノヴィチ・シュカプレロフとタマラ・ヴィクトロヴナ・シュカプレロワはセヴァストポリに住んでいる。趣味はスポーツ、旅行、釣り、ゴルフなどである。

## 教育
シュカプレロフはセヴァストポリ飛行クラブで1989年にYak-52の飛行訓練を修了した。1989年にセヴァストポリ高校を卒業すると、カチンスキ空軍パイロット学校に入学し、1994年に卒業してパイロットエンジニアとなった。1997年にN.E.ジュコフスキー空軍エンジニアリングを卒業した。

## 経験
卒業後、シュカプレロフはロシア空軍でパイロットの教官を務め、Yak-52、L-29、MiG-29等を操縦した。彼はクラス2の教官だった。また、パラシュートの訓練も担当し300回以上のパラシュート降下を経験した。

## 宇宙飛行士としての経験
2003年5月、シュカプレロフはガガーリン宇宙飛行士訓練センターのテスト宇宙飛行士の候補に選ばれた。2003年6月から2005年6月まで基礎訓練を行い、2005年にテスト宇宙飛行士の資格を得た。
2007年4月から10月にかけて、シュカプレロフはロシア連邦宇宙局の運用責任者としてヒューストンのジョンソン宇宙センターに滞在した。
2009年11月に始まった国際宇宙ステーションへの第22次長期滞在ではシュカプレロフはバックアップに選ばれた。
2011年11月から2012年4月までの第29次長期滞在、第30次長期滞在ではフライトエンジニアを務めた。2014年11月から2015年5月まで予定されている第42次長期滞在、第43次長期滞在で2回目のISS滞在を行う予定。